# Камсько-Устьїнський район
Камсько-Устьїнський район (рос. Камско-Устьинский район, тат. Кама Тамагы районы) — муніципальний район у складі Республіки Татарстан Російської Федерації.
Адміністративний центр — селище міського типу Камське Устя.

## Адміністративний устрій
До складу району входять:
- 3 селища міського типу

1. Камське Устя
2. Куйбишевський Затон
3. Тенішево

- 17 сільських поселень:

1. Балтачевське сільське поселення
2. Великобуртаське сільське поселення
3. Великокармалінське сільське поселення
4. Великокляринське сільське поселення
5. Великосалтиковське сільське поселення
6. Варваринське сільське поселення (село Варварино)
7. Кірельське сільське поселення
8. Клянчеєвське сільське поселення
9. Красновидовське сільське поселення
10. Малосалтиковське сільське поселення
11. Осінніковське сільське поселення
12. Старобаришевське сільське поселення
13. Староказеєвське сільське поселення
14. Сюкеєвське сільське поселення (село Сюкеєво)
15. Тіньковське сільське поселення
16. Уразлинське сільське поселення
17. Янасальське сільське поселення